# 彼得羅-葉夫多基伊夫卡
46°49′23″N 30°11′4″E / 46.82306°N 30.18444°E
彼得羅-葉夫多基伊夫卡（羅馬化：Petro-Yevdokiivka）是位於烏克蘭西南部的村莊，由敖德萨州羅茲迪利納區的羅茲迪利納市鎮負責管轄。該村始建於1793年，面積1.22平方公里，海拔高度51米，2001年人口176，人口密度每平方公里144.62人。